# 安珈賢
安珈賢（1951/1952年—），加拿大政治人物，2005年-09年間以卑詩自由黨黨員身份擔任卑詩省議會列治文中選區議員，並曾在省長金寶爾內閣中先後擔任旅遊、體育及藝術廳長，和勞工及公民服務廳長。

## 生平
她於荷蘭出生，1959年隨家人遷居卑詩省列治文，從史提夫斯頓中學畢業。她從卑詩大學取得文學士學位，從曼尼托巴大學取得文學碩士學位，並從紐芬蘭紀念大學取得工商管理碩士學位。她於1980年獲進步建築公司東主米蘭·伊里奇（Milan Ilich）聘用，逐步晉升至該公司行政副總裁，其後則創辦森科發展（Suncor Development）。她與米蘭的弟弟鮑勃（Bob Ilich）結婚並育有兩子，但兩人後來離婚。
2005年卑詩省省選，安珈賢代表卑詩自由黨競逐省議會列治文中選區議席，當選該區省議員，同年6月她獲省長金寶爾任命為旅遊、體育及藝術廳長。2006年8月她調任勞工及公民服務廳長，任內引入法規強制市區加油站於晚上實行預先付費，以保障員工人身安全。2007年12月她宣布不會在下次省選尋求連任，2008年6月則被撤掉內閣職務。
她於2009年5月卸任省議員，2011年12月獲溫哥華市長羅品信任命為可負擔住房專案組共同主席。她於2014年出任加拿大旅遊局董事會成員，並從2015年-17年間出任該會主席。

## 外部連結
- （英文）卑詩省議會網站 安珈賢議員簡介 （页面存档备份，存于）